# Pont de Serrières (Ardèche)
Le pont de Serrières, parfois aussi appelé pont de Sablons, est un pont suspendu qui enjambe le Rhône entre les communes de Serrières dans le département de l'Ardèche et Sablons en Isère.

## Histoire
La version actuelle du pont de Serrières est en fait la troisième à avoir été construite sur ce site.
La première version du pont est construite en 1828 par la Compagnie Jules Seguin pour remplacer le bac à traille qui permettait auparavant de traverser le Rhône, et mis en service le 20 août de cette année-là. L'ouvrage est constitué de deux portées de 90 mètres soutenues par une pile centrale, le tablier est en bois et ne mesure que 4 mètres en largeur seulement. La suspension du tablier est intégralement constituée de 8 câbles à fils de fer parallèles. Il est le troisième pont construit par les frères Seguin, originaires d'Annonay, après le pont de Tournon-sur-Rhône et le pont d'Andance.
En 1927, il est décidé de remplacer le pont car il est mauvais état et le développement économique du territoire ainsi que le trafic routier engendré par la mise en service de la nationale 519 des Alpes aux Cévennes le rende obsolète. Un concours est organisé en 1931 pour la construction d'un nouveau pont : ce sont les Établissements Baudin originaires de Châteauneuf-sur-Loire (Loiret) qui remportèrent ce concours.
La construction du pont est terminée en 1933 et ouvert le 17 octobre de la même année, pour un coût estimé à plus de 7 millions de francs français de l’époque. Les travaux ont été effectués sous le contrôle de M. Favier, dirigés par M. Simon, et M. Mauchaussat pour le montage. À sa mise en service, il constitue le premier exemple de pont suspendu métallique et se caractérise par un emploi généralisé d´acier au chrome-cuivre. La phase la plus spectaculaire des travaux fut la destruction de la pile centrale de l'ancien pont, qui n’était plus d’aucune utilité pour le nouveau pont et qui représentait une gêne pour la navigation. Cette pile était inscrite dans le paysage depuis 105 ans. 
Malheureusement, pendant la nuit du 31 août au  1er septembre 1944, le pont est détruit par l'armée allemande qui bat en retraite et la déflagration se fait entendre jusqu’à Peaugres (située à une distance d'environ 4 km). L´ouvrage fut donc reconstruit sur les anciennes fondations, après la guerre, de 1948 à 1951, par les mêmes Établissements Baudin qui avaient construit la précédente version du pont (terminée en 1933). Il est à nouveau ouvert à la circulation le 16 février 1951, après des essais spectaculaires effectués par 18 camions lourdement chargés, et avec la présence des maires de Serrières et de Sablons, M. Chardon et M. Dorel. Il n'y a plus eu de pont pour traverser le Rhône pendant plusieurs années, le bac à traille a donc repris du service pendant ce temps-là.
En décembre 1972, le pont est fermé à la circulation des poids lourds suite de la rupture de l´un des câbles de suspension à cause de la corrosion, puis dès le lendemain à tous les véhicules. Le 9 juin 1973, la circulation est rétablie, grâce à l´établissement de deux ponts provisoires dits "ponts Bailey", dont la construction a été entreprise dès le 16 mars 1973. Une nouvelle suspension est mise en place par l´entreprise Arnodin à l´été 1975. 
À la fin des années 1990, le pont est repeint suivant trois couleurs distinctes : bleu, jaune et noir, et l´éclairage est installé.

## À voir aussi
Jean-Luc Ortega, Les ponts Serrières/Sablons, Autres Talents, 2015